# Melitaea elisabethae
Melitaea elisabethae är en fjärilsart som beskrevs av Andrej Nikolajewitsch Avinoff 1910. Melitaea elisabethae ingår i släktet Melitaea och familjen praktfjärilar. Inga underarter finns listade i Catalogue of Life.